# Woldemar Görler
Woldemar Görler (* 4. Oktober 1933 in Berlin; † 28. April 2022 in Heidelberg) war ein deutscher Klassischer Philologe. Er war emeritierter Professor an der Universität des Saarlandes.

## Leben
Von 1952 bis 1957 studierte Woldemar Görler Klassische Philologie und Philosophie an der Freien Universität Berlin und als Stipendiat des British Council am University College London. Nach dem Ersten Staatsexamen war er bis 1959 Studienreferendar und zugleich Lehrbeauftragter für Klassische Philologie an der Freien Universität Berlin. Nach dem zweiten Staatsexamen 1959 kehrte er als Wissenschaftlicher Assistent an die FU Berlin zurück. Dort wurde er 1962 mit einer Arbeit über die Sentenzen des Menander promoviert. Er wechselte 1963 als Assistent an die Ruprecht-Karls-Universität Heidelberg. 1966/67 war er am Center for Hellenic Studies in Washington, D.C. als Junior Fellow. Mit Untersuchungen zu Ciceros Philosophie habilitierte er sich im Juli 1970 in Heidelberg. 
Es folgten Lehrstuhlvertretungen in Heidelberg (1972) und Hamburg (1974/75). 1973 wurde Görler zum außerplanmäßigen Professor bestellt und schließlich zum Wissenschaftlichen Rat und Professor (AH 3). Von 1977 bis 1979 war er Dekan der Fakultät für Orientalistik und Altertumswissenschaft. 1978 erhielt er den Ruf an die Reichsuniversität Leiden, den er jedoch ablehnte. Von 1979 bis 1980 war er Member des Institute for Advanced Study in Princeton. Im Sommersemester 1980 wurde er zum ordentlichen Professor für Klassische Philologie an der Universität des Saarlandes berufen. Seit September 1999 war Görler emeritiert. 
Seine Forschungsschwerpunkte waren die griechisch-römische Komödie, die hellenistische Philosophie, die auf Historiographie und Epos angewandte Erzähltheorie, die lateinische Dichtersprache und Ciceros philosophische Schriften.

## Publikationen (Auswahl)
- Kleine Schriften zur hellenistisch-römischen Philosophie, hrsg. von Christoph Catrein, Leiden/Boston 2004.
- Scaenica Saravi-Varsoviensia. Beiträge zum antiken Theater und zu seinem Nachleben, hrsg. von Woldemar Görler und Jerzy Axer, Warschau 1997.
- Älterer Pyrrhonismus. Jüngere Akademie. Antiochos von Askalon, in: Grundriss der Geschichte der Philosophie. Antike 4, Basel 1994, S. 717–989.
- Cicero (mit Günter Gawlick), ebda., S. 991–1168.
- Pratum Saraviense. Festgabe für Peter Steinmetz, hrsg. von W. G. und Severin Koster, Stuttgart 1990.
- Eneide: la lingua, in: Enciclopedia Virgiliana, vol. 2, Rom 1985, S. 262–278.
- M. Tullius Cicero, De legibus, hrsg. von Konrat Ziegler, überarbeitet und durch Nachträge ergänzt von Woldemar Görler, Freiburg i. Br./Würzburg 1979.
- Untersuchungen zu Ciceros Philosophie, Heidelberg 1974.
- Menandru gnomai, Dissertation, Berlin FU 1963.